# Гуамея світлоока
Гуаме́я світлоо́ка (Garrulax canorus) — вид горобцеподібних птахів родини Leiothrichidae. Мешкає в Китаї, Лаосі і В'єтнамі. Цей вид часто утримується в неволі через його мелодійний спів.

## Опис

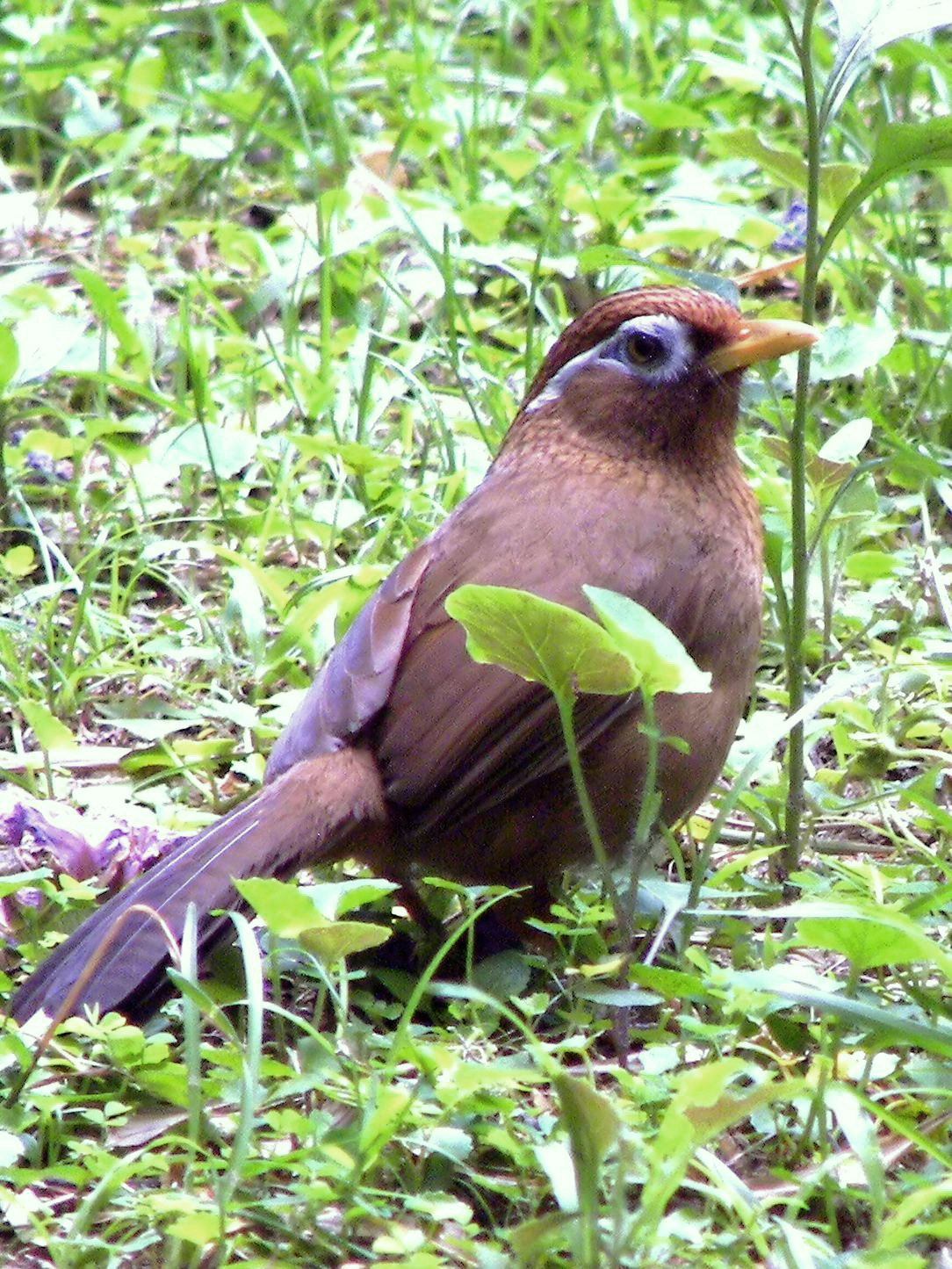
Світлоока гуамея (Гонконг)

Довжина птаха становить 21—25 см. Крила широкі, округлі, хвіст віялоподібний. Забарвлення переважно рудувато-коричневе. Спина, тім'я і горло поцятковані темними смужками. Навколо очей широке біле кільце, кінець якого тягнеться далі за очима. Дзьоб і лапи жовтуваті. У представників підвиду G. c. owstoni нижня частина тіла блідіша, а верхня частина тіла має оливковий відтінок. Самцям світлоокої гуамеї притаманний гучний, чіткий спів, що включає різноманітні трелі і свисти. Світлоокі гуамеї можуть імітувати голоси інших птахів.

## Підвиди
Виділяють два підвиди:
- G. c. canorus (Linnaeus, 1758) — центральниі і південний Китай, північний Лаос, північний і центральний В'єтнам;
- G. c. owstoni (Rothschild, 1903) — острів Хайнань.

Тайванська гуамея раніше вважалася підвидом світлоокої гуамеї, однак була визнана окремим видом. Генетичне дослідження показало, що ці два види розійшлися приблизно 1,5 млн років тому. Два підвиди світлоокої гуамеї розділилися близько 600 тисяч років тому.

## Поширення і екологія
Світлоокі гуамеї мешкають у Китаї, Лаосі і В'єтнамі. Вони були інтродуковані на Тайвань і Гаваї, до Сінгапуру і до Японії. На Тайвань вид потрапив у 1980-х роках і нині становить загрозу генетичній унікальності ендемічної тайванської гуамеї, оскільки активно з нею гібридизується. На Гаваї вид був завезений на початку XX століття. Нині світлоокі гуамеї є поширеними на островах Кауаї, Мауї і Гаваї, в меншій мірі на островах Оаху і Молокаї.
Світлоокі гуамеї живуть у вологих тропічних і субтропічних лісах і чагарникових заростях, на полях, в садах і на плантаціях. Зустрічаються на висоті до 1800 м над рівнем моря. Живляться комахами і плодами. Сезон розмноження триває з травня по липень. Гніздо чашоподібне, розміщується на висоті до 2 м над землею. В кладці від 2 до 5 синіх або синьо-зелених яєць.

## Етимологія
Назва птаха походить від слова кит.: 画眉 (huà-méi), що означає "намальовані брови". Назва вказує на хартерний візерунок на обличчі птаха.